# 唐远炎
唐远炎（1943年12月—），男，四川成都人，中国模式识别和图像分析领域专家，香港浸会大学计算机科学系榮休教授。

## 生平
1943年生于四川成都。1966年毕业于重庆大学无线电系，文化大革命期间在武汉军区孝感军垦农场度过。1970年被调至北京航天第二研究院工作。1981年获北京邮电大学与邮电研究院联合培养的系统工程专业工学硕士学位。1982年赴加拿大蒙特利尔康考迪亚大学计算机科学系深造，1990年获计算机博士学位。1993年受聘为重庆大学计算机系客座教授。1995年担任香港浸会大学计算机科学系教授。2003年受聘为河南大学兼职教授。2010年受聘为湖北工业大学客座教授。2005年至2011年，兼任重庆大学计算机学院院长。2011年担任澳门大学科技学院电脑与资讯科学系讲座教授。

## 出版物
- 曹希仁; 王玲. . 北京: 科学出版社. 2004. ISBN 7030115635.